# Flávio Cavalcanti
Flávio Antonio Barbosa Nogueira Cavalcanti (* 15. Januar 1923 in Rio de Janeiro, Bundesstaat Rio de Janeiro, Brasilien; † 26. Mai 1986 in São Paulo, Bundesstaat São Paulo, Brasilien) war ein brasilianischer Journalist und Fernsehmoderator. Er war einer der bekanntesten und beliebtesten Fernsehmoderatoren Brasiliens im 20. Jahrhundert.

## Leben
Flávio Cavalcanti arbeitete in diversen Jobs, bevor er zu Radio und Fernsehen kam. Er war als Bankangestellter, Zollbeamter und zuletzt als Zeitungsreporter bei einer Zeitung in Rio tätig. Es folgten erste Aufnahmen für das Radio, 1957 die erste eigene Fernsehsendung in Brasilien, denen viele bis zu seinem Tod, darunter auch eine in Portugal, folgten.
1963 gelang ihm ein Interview mit dem damaligen US-amerikanischen Präsidenten John F. Kennedy zu machen. In den 1960ern und Anfang der 1970er Jahre konnte er seine größten Erfolge verzeichnen. Nach dem Militärputsch wurde ihm jede Berufsausübung – trotz seiner Bekanntheit – versagt, da er die exzentrische Schauspielerin Leila Diniz geschützt hatte, die ein skandalumwittertes Interview einem Magazin gegeben hatte. Er führte die erste Jury im brasilianischen Fernsehen ein und wurde „König der sonntäglichen Unterhaltung“ genannt.
Cavalcanti gelang Mitte der 1980er ein Comeback. Nach einem Herzinfarkt kam er in ein Krankenhaus, wo er vier Tage später verstarb und wurde in Petrópolis beigesetzt. Auch war er verheiratet und Vater von drei Kindern.

## Wichtige Sendungen im Fernsehen (Auswahl)
- Noite de Gala
- Um instante, Maestro
- A grande Chance (auch in Portugal)
- Sua Majestade
- Programma Flávio Cavalcanti